# Terminal Sud
Terminal Sud (em inglês:South Terminal, bra:Terminal Sul - Luta por Liberdade) é um drama francês de 2019 dirigido por Rabah Ameur-Zaïmeche sobre um médico que sofre uma mudança abrupta em seu destino enquanto trabalha em um país que é alvo de guerra. Foi exibido na seção Contemporary World Cinema no Festival Internacional de Cinema de Toronto de 2019. No Brasil, foi lançado pela Elite Filmes no Cinema Virtual.

## Elenco
- Ramzy Bedia
- Amel Brahim-Djelloul
- Slimane Dazi
- Vanessa Liautey
- Jacques Nolot

## Recepção
No agregador de críticas Rotten Tomatoes, o filme tem uma taxa de aprovação de 80% com base em 5 opiniões. Escrevendo para o The Guardian, Cath Clarke avaliou o filme com 3/5 estrelas e disse que "abordagem não é totalmente convincente, e a sensação desfocada de tempo e lugar é um pouco perturbadora e frustrante às vezes. Mas há um poder real em muitas das cenas." Jordan Mintzer em sua crítica para o The Hollywood Reporter disse que "o filme permanece vago, talvez de forma frustrante, sobre sua identidade - de acordo com os créditos, a maior parte foi filmado no sul da França - mas o que ele diz sobre o medo e o isolamento em uma sociedade totalitária tem um tom universal."